# Éditions Hermann
Hermann Édition Sciences et Arts es una casa editorial francesa fundada por Arthur Hermann en París en 1876. Desde sus comienzos se especializó en la publicación de obras relacionadas con las ciencias y las artes.

## Historia
Las ediciones Hermann fueron fundadas en 1876 por Arthur Hermann, alsaciano, profesor de matemáticas, que se trasladó a París, 6 rue de la Sorbonne, donde vendió libros científicos y publicó los trabajos de sus amigos matemáticos y físicos (Élie Cartan, Pierre Curie, Henri Poincaré), para más tarde dar a la luz los libros de ciencias naturales (Oberthur), traduciendo los tratados sobre ornitología de Naumann, y sobre lepidopterología de André.
Jules Hermann, su hijo, publicó, entre otros, catálogos de libreros y antigüedades. Tras su muerte en 1927, su yerno Henri Freymann, agregado cultural en México y amigo del pintor Diego Rivera, abandonó el nicho de los libros antiguos y, con la ayuda de Louis-Victor de Broglie, Paul Langevin y Albert Einstein, fundó la colección Science and Industry News. Entre cientos de trabajos científicos y epistemológicos, publicó tesis y trabajos monográficos de Jean Cavaillès, Nicolas Bourbaki, Eugène Cosserat, Albert Einstein, Jacques L. Monod, Gaston Bachelard y Jean-Paul Sartre.
Durante la ocupación nazi, Freyman conoció a Pierre Berès, que acababa de fundar las ediciones La Palme, orientadas hacia las artes y las ciencias humanas. En la década de 1950, Pierre Berès enriqueció la colección Noticias científicas e industriales y creó nuevas colecciones, Métodos (abiertos a la genética), Enseñanza de las ciencias, Historia del pensamiento. En 1960 fundó con André Chastel la famosa publicación anual Art de France que editará cuatro números voluminosos de 1961 a 1964, con artistas de la Escuela de París, litografías originales de Max Ernst, Estève, André Masson, Pierre Soulages, Jacques Villon o xilografías de Raoul Ubac.
Con André Chastel, Pierre Berès también crea y dirige la colección Miroirs de l'art, que reúne textos que reflexionan sobre la pintura y la arquitectura de todas las épocas, en particular de Guillaume Apollinaire (1965), Louis Aragon (1965), Charles Baudelaire (1968), Abraham Bosse (1964), Étienne-Louis Boullée (1968), Jean Cocteau (1967), Maurice Denis (1964), Denis Diderot (1967), Louis Dimier (1963), Alberto Durero (1964), Félix Fénéon (1966), Edmond y Jules de Goncourt (1967), Hegel (1964), Lessing (1964), André Lhote (1967), Poussin (1964), Signac (1964), Stendhal (1966), Hippolyte Taine (1964), Karel van Mander (1965), Giorgio Vasari (1966), Leonardo da Vinci (1964), Eugène Viollet-le-Duc (1964).
En la colección L'esprit et la main, Ubac ilustra a Epicuro (1965), Maria Helena Vieira da Silva, Platón, Bazaine, Pierre Lecomte du Noüy, Max Ernst, Lewis Carroll. Otros autores fueron René Étiemble, Raymond Queneau, Jean-Paul Sartre, Wolff.
En 1970 confió a Michel Foucault la colección Savoir (arte, literatura, ciencia, cultura). A lo largo de este tiempo, las ediciones Hermann, sin abandonar la calle de la Sorbonne, se trasladaron al 115, luego al 156 del bulevard Saint-Germain, y finalmente al número 293 de la rue Lecourbe.
Maurice Tubiana y Jacques-Louis Binet dirigen la colección Medical Opening, mientras que bajo la égida de Jean Dieudonné nació la colección Mathematical Works in Progress, continuada después de su muerte por Lê Dung Tràng, quien también fundó la colección Mathematical News. Las ediciones de Hermann también publican traducciones de Karl Jaspers, obras de Jean-Pierre Faye, Claude Cohen-Tannoudji, Marc Fumaroli, Jacqueline de Romilly.
En la década de 2000, presidida por Arthur Cohen y asistido por Philippe Fauvernier, la editorial crea nuevas colecciones. En 2006, las ediciones Hermann volvieron a la epistemología con la creación de la colección Visions des sciences. En 2005, Hermann creó un departamento de literatura general, Hermann Littérature, inaugurado por Philippe Sollers con la publicación de la primera novela de toda su historia : Giovanni Pico, de Guillaume de Sardes.